# Zespół przyległych genów
Zespół przyległych genów (ang. contiguous gene syndrome) – grupa uwarunkowanych genetycznie zespołów spowodowanych mikrodelecją lub submikroskopową duplikacją obejmującą dwa lub więcej genów, których loci sąsiadują na chromosomie. Submikroskopowe aberracje często są zbyt małe, aby mogły być uwidocznione w badaniach konwencjonalnymi technikami cytogenetycznymi; ich wykrycie często wymaga użycia metody FISH. W patogenezie tych zespołów istotna jest zmiana dawki genu, wynikająca z haploinsuficjencji albo nadekspresji uszkodzonych genów. W obrazie klinicznym zespołów należących do tej grupy charakterystyczna jest zmienność fenotypu. Należą tu m.in.:
- zespół VCFS
- zespół Pradera-Williego
- zespół Williamsa[1]
- zespół Jacobsena[2]
- zespół Langera-Giediona
- zespół Smith-Magenis[3].
- zespół TSC2/PKD1[4]
- zespół WAGR[5]
- zespół Potocki-Shaffera[6]
- zespół Potocki-Lupskiego[7]
- zespół przyległych genów BOR-zespół Duane’a-wodogłowie